# Foissy-sur-Vanne
Foissy-sur-Vanne település Franciaországban, Yonne megyében. Lakosainak száma 286 fő (2022. január 1.). Foissy-sur-Vanne Lailly, Les Sièges, Les Clérimois, Molinons és Les Vallées de la Vanne községekkel határos.

## Népesség
A település népességének változása:
| Lakosok száma | 315  | 333  | 342  | 325  | 311  | 297  | 290  | 287  | 286  |
|               | 2013 | 2015 | 2016 | 2017 | 2018 | 2019 | 2020 | 2021 | 2022 |